# Versuch einer gründlichen Violinschule

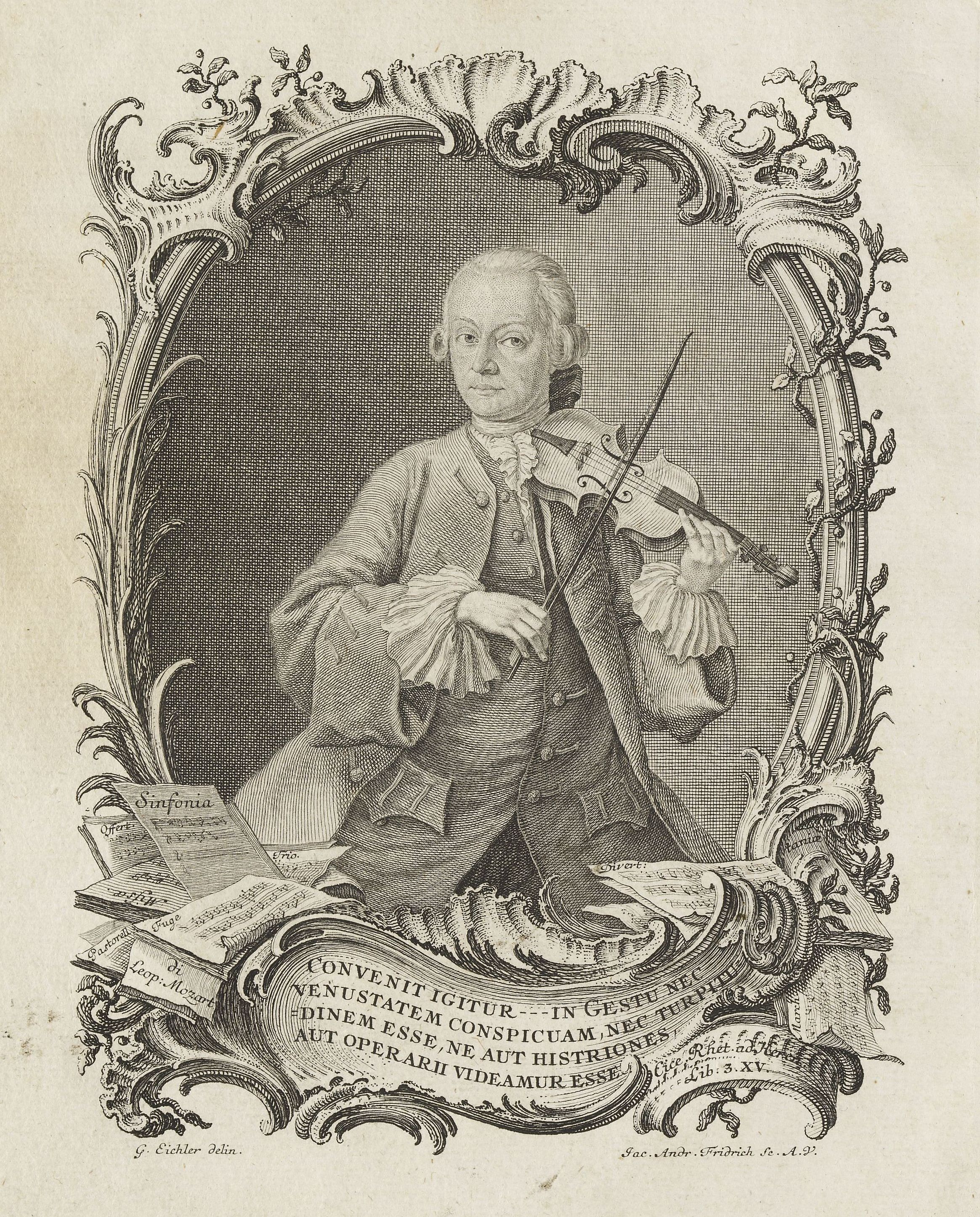
La première édition de l'École de violon de Leopold Mozart, qui présente ce portrait de l'auteur. Certains aspects de la technique du violon de l'époque y sont visibles : l'archet léger et concave et l'absence de repose menton ou d'épaule.

Versuch einer gründlichen Violinschule (Traité complet sur les principes fondamentaux du jeu de violon, plus connu sous le nom d'École de violon) est une compilation didactique pour l'instruction du violon, écrite et publiée en 1756 par Leopold Mozart, le père de Wofgang. Il s'agit de l'une des premières méthodes à aborder systématiquement l'interprétation. Leopold était plus connu par sa facette d'excellent théoricien que par celle de l'interprète, alors que nous savons qu'il était un grand virtuose du violon. L'œuvre, qui connaît une seconde édition en 1770, a été très influente à son époque et continue à servir comme source académique pour la pratique de l'interprétation pendant tout le XVIIIe siècle. Aujourd'hui, elle est une source savante pour l'interprétation historiquement informée de la musique du XVIIIe siècle.

## Origine et publication
Leopold Mozart travaille principalement comme musicien de la cour pour le prince-archevêque de Salzbourg. Il commence avec un poste non rémunéré dans la section de violon et progressivement travaille dans les rangs de l'ensemble musical de la cour, bien qu'il ne soit jamais promu au titre prestigieux de Kapellmeister. Les salaires à Salzbourg étaient bas et Leopold complète ses revenus en donnant des leçons de violon. La preuve indirecte de l'adresse de Leopold en tant que professeur est constituée par ses deux enfants, qui, enseignés exclusivement par lui, sont devenus des musiciens extraordinaires : Maria Anna Mozart (dite « Nannerl ») et Wolfgang Amadeus Mozart.
Leopold écrit sa méthode pendant l'année 1755, alors âgé de trente-six ans. Il se charge de la publier par lui-même, en confiant la tâche d'impression à Johann Jakob Lotter, typographe d’Augsbourg, la ville natale de Leopold. Leopold envoie des copies de son livre dans divers lieux, certains très lointains et reçoit sa part des bénéfices, lorsqu'ils sont vendus. Ce mode d'affaire est décrit dans une lettre du 7 janvier 1770, que Leopold écrit à son épouse Anna Maria Pertl, qui devait reprendre l'opération lorsque Leopold et Wolfgang voyagent en Italie :

« Rassemble 12 copies de la Violinschule, et envoie-les à la librairie de Joseph Wolf, à Insprugg [sic]... Vous devez y joindre une lettre brève, quelque chose comme ça : Recevez ces 12 exemplaires de la Violinschule, que mon mari, de Vérone, m'a demandé d'envoyer. Vous pouvez conserver la commission, selon l'accord et vendre chacun 2fl[orins] 14kr[eutzer] en monnaie tyrolienne, et rembourser mon mari 1 fl. 45 kr. dans la même monnaie pour chaque copie ; Vous pouvez mettre ceci dans le compte et imputer les frais à mon mari dans ce cas. »

L'École du violon est un succès à son époque. La première édition est suivie par deux autres éditions en Allemagne (1769 et 1787), en plus d'être traduite en néerlandais (1766) et en français (Boyer, 1770)

## Contenu
Ruth Halliwell résume l'essentiel de l'œuvre ainsi : « Au niveau des commentaires pratiques pour améliorer les aspects de la technique du violon, Leopold s'est montré plein de bon sens et capable d'exprimer ses explications dans un langage robuste et clair... L'œuvre, avec la correspondance [de Leopold] à ce sujet [avec l'imprimeur Lotter], montre que Leopold savait exactement ce qu'il voulait faire, qu'il avait des opinions claires sur la façon dont les élèves devraient apprendre à jouer le violon, qu'il avait médité sur la façon de présenter son matériel de la manière la plus claire possible, qu'il souhaitait que même ses élèves les plus démunis pussent se permettre d'acheter le livre et qu'il était disposé à s'investir pour obtenir le plus minime détail. ».

Halliwell remarque que, selon Leopold, l'instruction technique seule n'est pas suffisante pour produire de bons violonistes. Par exemple, en relation avec un aspect particulier de la technique d'archet, Leopold insistait pour que :
l'interprète se préoccupe de l’Affekt (émotion ou affection) voulu par le compositeur, de sorte que la position de l'archet la plus appropriée s'applique pour chaque cas. Leopold envisageait que l'interprète soit capable d'étudier la pièce afin d'y déceler des indices au sujet de l’Affekt prévu par le compositeur... Un élément [nécessaire à ceci] était une culture générale suffisamment poussée afin d'inclure la connaissance d'œuvres de littérature et de poésie, car un style cantabile doit être l'objectif de tous les instrumentistes, et la poésie est la clef pour réussir un bon phrasé en musique.
Leopold Mozart était lui-même très cultivé, montrant un grand intérêt pour la poésie et dans beaucoup d'autres domaines du savoir humain.